# Phanoderma annulocaudatum
Phanoderma annulocaudatum är en rundmaskart som beskrevs av Allgen 1939. Phanoderma annulocaudatum ingår i släktet Phanoderma och familjen Phanodermatidae. Inga underarter finns listade i Catalogue of Life.